# Původ Etrusků
Otázka původu Etrusků není v současnosti zcela objasněna. Již od starověku se lze setkat s různými hypotézami. Současné archeologické výzkumy některé z nich zcela či částečně vyloučily, na straně druhé se však objevily nové teorie. V bádání o Etruscích se samotná otázka jejich původu objevuje často a je považována za významnou, všeobecně však platí, že kultura, kterou označujeme jako „etruskou“, se vyvinula teprve na území Etrurie v Itálii.

## Základní teorie
Dvě základní teorie zahrnují hypotézu o přistěhování Etrusků z Malé Asie a koncept domorodého původu tohoto obyvatelstva na území Itálie.
Tyto dvě hlavní teorie jsou dodnes předmětem diskuse. V žádném případě bychom však neměli pojem etruský vztahovat pouze na kulturu vymezenou územím dnešní Itálie. S jistotou víme, že se jednalo o vynikající mořeplavce. Tisíce etruských nápisů, které se nacházejí po celém Středomoří, zejména pak v jeho východní části, vypovídají o jejich přítomnosti. Úpadek jejich významu je spojován až s obdobím, kdy Římané začali systematicky zabírat jejich přístavní města.

### Hypotéza přistěhování z východu
Podle legendy popsané Hérodotem přišli Etruskové z Lýdie. Hérodotos píše:
| „ | Zvyky lýdijského obyvatelstva jsou podobné řeckým. Na rozdíl od Řeků však podrobují své dcery prostituci. Byli prvními, kdo podle našich znalostí používali zlaté a stříbrné mince jako platidlo a prodávali prostřednictvím maloobchodu. A podle toho, co sami o sobě tvrdí, stáli u zrodu her, které jsou oblíbeny lýdijskou a řeckou populací a jejichž počátky spojují s obdobím dobývání Etrurie. Toto je jejich příběh: […] Jejich král rozdělil obyvatelstvo do dvou skupin. Každá z nich potom tahala los, aby jedna zůstala na území Lýdie a druhá zemi opustila. On sám byl tím, kdo losoval a komu bylo určeno zůstat, a jeho synu Tyrrhénovi bylo losem stanoveno odejít. [...] Jejich cesta je zavedla do Umbrie (území v centrální Itálii), kde založili svá města a žijí dodnes. Nenazývají se již lýdijským obyvatelstvem, nýbrž používají názvu Tyrrhénové podle jména králova syna, který je sem dovedl. | “ |

Na ostrově Lémnos (řecky Λήμνος), který je součástí řecké prefektury Lesbos, byly nalezeny nápisy neřeckého původu. Někteří badatelé je datují do 6. století př. n. l. a považují je za etruské, čímž podporují Hérodotovu hypotézu příchodu Etrusků z východu. První přistěhovalecká vlna směřující na území dnešního Toskánska je podle jejich názoru datována do období po roce 1000 př. n. l. Tuto teorii podporují i podobné rysy etruštiny s jazykem mluveným na ostrově Lémnos, který byl identifikován díky nálezu náhrobní stély. Nápisy na ní vykazují řadu podobností s ranou etruštinou. Také vývoj v uměleckém zpracování etruské keramiky v prvním tisíciletí př. n. l. je značně ovlivněn orientálním stylem a lze v něm sledovat fascinující podobnosti s lýdijským.

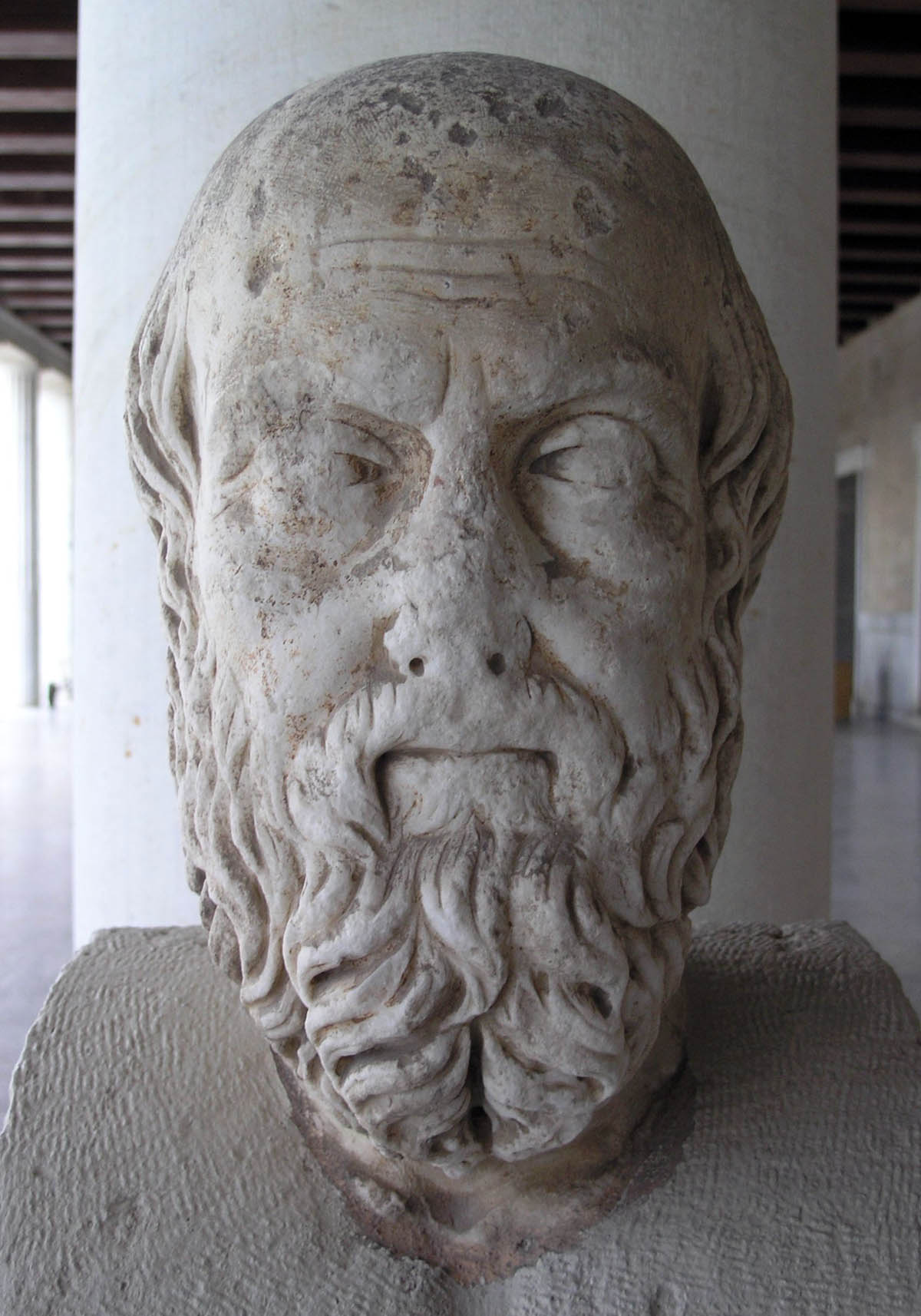
Hérodotos, řecký historik (484–425 př. n. l.)
Území Lýdie (dnešní území Turecka)
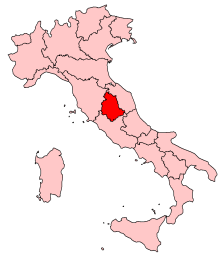
Území Umbrie
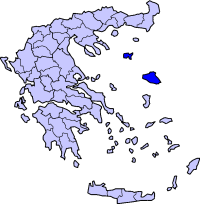
Prefektura Lesbos (ostrov Lémnos na severu)

### Hypotéza domorodého původu na území Itálie
Tato teorie vychází z toho, že se etruská kultura vyvinula u kmenů původně osídlujících střední Itálii. Etruský jazyk je podle ní určitým před-indoevropským jazykem, který se ocitl v izolaci kvůli pozdějším přistěhovaleckým vlnám italických indoevropských kmenů. Vysoká úroveň etruské kultury a umění se přisuzuje skutečnosti, že Etruskové byli začleněni do tehdejšího středomořského obchodu počátku 8. století př. n. l., ve kterém dominovali Féničané a Řekové. Hospodářský a kulturní vývoj potom urychloval hojný výskyt železné rudy a její intenzivní využití. Podle nejnovějších poznatků o tehdejších pohřebních rituálech se také prokazuje, že mezi praktikami rané villanovské kultury a Etrusků nebyly významné odlišnosti, resp. na sebe navazovaly. Zejména na severu, např. ve městě Felsina (dnes Bologna), můžeme pozorovat plynulý přechod villanovské kultury k etruské. Tuto teorii zastupoval Dionýsios z Halikarnassu (60 př. n. l. – 7 př. n. l.). Již tehdy prohlásil Etrusky za původní obyvatele Itálie, kteří:
| „ | … se sami nazývali „Rasenna“ a byli součástí starověké skupiny obyvatel, kteří se nepodobají žádnému jinému národu, co se jejich jazyka, způsobu života či návyků týká. | “ |

Římané označovali Etrusky latinským názvem indigeni, tedy domorodci, kterým označovali domnělé původní obyvatelstvo v určité zemi.

### Syntéza
Dnešní věda o Etruscích již neklade hlavní důraz na otázku jejich původu, ale ptá se hlavně na to, co stálo u vzniku jejich společenství. Přitom se všeobecně vychází z předpokladu, že na počátku stálo prastaré původní obyvatelstvo Itálie, u kterého se zhruba do roku 1000 př. n. l. vyvinulo usedlé zemědělství. Tito lidé byli zároveň konfrontováni s vlivy okolních národů, z nichž nejvýznamněji je ovlivnili mykénští a féničtí mořeplavci z východu a indoevropské italické kmeny ze severu. Za spolupůsobení těchto vlivů vznikla villanovská kultura. Později byl tento region cílem nepříliš početné migrační vlny tyrrhénského obyvatelstva z Malé Asie, které splynulo s domorodým, čímž vznikl etruský národ.

## Etruskové jako mořský národ
Nápis nalezený v egyptské vesnici Dér el-Medína, kde žili řemeslníci pracující na hrobkách faraónů v Údolí králů v období Nové říše (18.–20. dynastie), zachycuje vítězství Ramesse III. (vládl 1183–1152 př. n. l.) nad mořskými národy, mezi nimiž je zmiňováno jméno Turša (v originále psáno jako [twrš3]). Zřejmě se jedná o jinou podobu jména Tereš (v originále psáno jako [trš.w]), již dříve zmíněnou na náhrobku faraóna Merenptaha (vládl 1213–1203 př. n. l.) v souvislosti s jeho vítězstvím v libyjském tažení kolem roku 1220 př. n. l. Podle názoru některých badatelů může toto pojmenování znamenat také „Taruisas“, čili chetitské město Tróju. Bylo by ovšem předčasné uvažovat o možné spojitosti s trójskou válkou, tradičně datovanou ke konci 12. století př. n. l.
V rámci hypotézy vnímání Etrusků coby mořského národa (mořeplavci, obchodníci) je pravděpodobné, že pojímali za manželky ženy z okolí či pocházející z hostitelských národů, což by se mohlo projevit na příbuznosti zjišťované analýzou DNA. Rovněž se uvažuje, že část uprchlíků z Tróje našla exil v Etrurii, což by mohlo vysvětlovat časté variace v jejich jménech. Nemáme žádný důkaz o tom, jakým jazykem mluvili, a je možné, že splynuli s Etrusky, stejně jako Etruskové později splynuli s Římany. Z moderní populace je geneticky Etruskům nejblíže obyvatelstvo dnešního Toskánska, ale ani toto příbuzenství nelze označit za blízké.

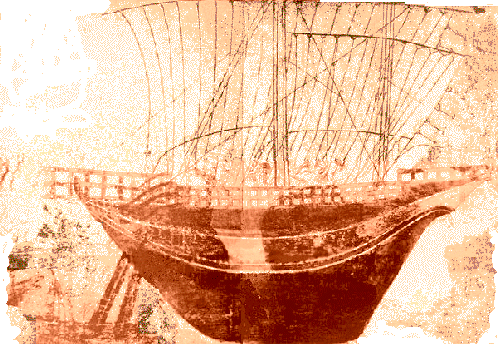
Etruská loď zachycená na nástěnné malbě v hrobce datované do 5. století př. n. l.
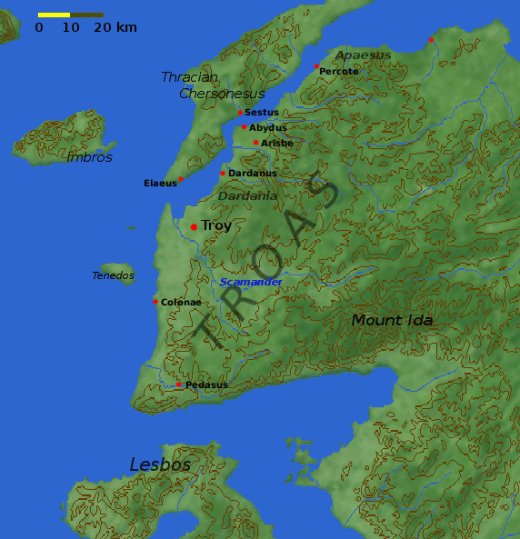
Poloha Tróje (dnešní území Turecka)

## Archeologické předpoklady
Z výsledků provedených genetických výzkumů lze odvodit, že villanovská populace pochází ze střední Evropy. Zdá se, že se jedná o odnož kultury popelnicových polí (kultura vyvíjející se na území střední Evropy v pozdní době bronzové, 1300–750 př. n. l., pojmenovaná podle zvyku ukládat popel zesnulých do uren a ty poté pohřbívat do země). Po ní následovala mohylová kultura, na kterou navazovala kultura halštatská. Podle některých názorů byla villanovská kultura vytvořena migrujícími Kelty nebo starými středoevropskými národy, které Řekové označovali jako Pelasgians. Podle této hypotézy by Etruskové do Itálie přišli přes Alpy.
Geneticky ovšem starověcí Etruskové nevykazují k moderní populaci střední a východní Evropy bližší příbuzenský vztah než k populaci Itálie. Navíc je zřejmé, že kultura popelnicových polí nikdy nezahrnovala jen Kelty, stejně jako villanovská kultura nezahrnovala pouze Etrusky. Byla rozšířena i mezi italickými národy. S největší pravděpodobností villanovská kultura pouze reprezentuje středoevropské kulturní vlivy, přičemž nedošlo k fyzickému přesunu obyvatelstva.
Pokud by Etruskové měli přijít do Itálie ze střední Evropy, nejspíše by k této migraci muselo dojít podstatně dříve. Existují fakta, která tuto teorii podporují. Rinaldonská kultura střední Itálie a jí podobná remedelónská kultura Pádské nížiny reprezentují vlivy importované z fynské a horgenské kultury regionu švýcarských jezer. Tyto dvě kultury byly postupně vytlačovány indoevropskými národy směřujícími ze severního Černomoří. Vzhledem k tomu, že časové zařazení těchto kultur je 3500–3000 př. n. l., nelze zjistit, jakým jazykem mluvili, a bylo by i obtížné jejich příbuznost k Etruskům jednoznačně prokázat.

## Genetické výzkumy
Ve snaze vyřešit spory ohledně původu Etrusků byla provedena genetická studie mitochondriální DNA ze vzorku 80 kostních pozůstatků z etruských hrobek datovaných od 7. do 3. stol. př. n. l. Výzkumy byly uskutečněny týmem genetiků z různých univerzit v Itálii a ve Španělsku. Výsledky osvětlují jen část z mnoha kladených otázek.
Studie potvrdila, že stupeň vzájemné příbuznosti mezi Etrusky je vyšší než stupeň příbuznosti k populaci moderní Itálie. To znamená, že se z genetického pohledu jedná o specifickou skupinu obyvatel. Kromě toho se prokázalo, že v rámci této společnosti žilo 150 000 až 200 000 žen. Rozdělením tohoto počtu mezi 36 etruských měst ve třech konfederacích získáme průměrný počet mezi 4 167 až 6 944 ženami v každé z těchto komunit. Pokud budeme považovat za průměr čtyřčlennou rodinu, bude se celková etruská populace blížit počtu 600 000 až 800 000 lidí žijících v 36 komunitách, které budou čítat přibližně mezi 16 700 až 27 800 lidmi. Taková populace je dostatečně hustá i urbanizovaná na to, aby vykonala vše, čeho se domníváme, že Etruskové dosáhli.
Zatímco nám tato studie napomáhá porozumět genetické skladbě etruského obyvatelstva a vylučuje masovou migraci z Anatolie (území jihozápadní Asie, dnes Turecko), nevysvětluje spory ohledně jazyka, protože možná invaze cizí elity, která získá převahu nad domorodými obyvateli, často vede k lingvistickým změnám, aniž by zanechala stopy v genetice.
Podle výsledků genetické studie zveřejněné 15. května 2006 pravděpodobně nelze starověké Etrusky považovat za předky dnešních Toskánců. Výsledky další série genetických zkoumání z roku 2007 ukazují na spojení Etrusků s Malou Asií a zdá se, že potvrzují Hérodotovu hypotézu.

### Genetický výzkum Etrusků na Stanfordově univerzitě
Výsledky testování jsou popsány v dokumentu „Serial Coalescent Simulations Suggest a Weak Genealogical Relationship Between Etruscans and Modern Tuscans“ (řadová koalescentní simulace odhaluje slabou genetickou příbuznost mezi Etrusky a dnešními Toskánci), publikovaném 15. 05. 2006 v on-line verzi PNAS (Proceedings of the National Academy of Sciences of the United States of America). Na tomto dokumentu spolu s docentkou antropologie Joannou Mountainovou spolupracoval bývalý postgraduální student Stanfordovy univerzity Uma Ramakrishnan a dále M. S. Belle a Guido Barbujani z Ferrarské univerzity v Itálii.

#### Metodika
Vědci na Stanfordově univerzitě jako první využili statistického počítačového modelování k simulaci demografických procesů, které ovlivnily populaci dnešního Toskánska za období zhruba 2 500 let.
Výzkumníci použili nově vyvinutý software „Serial SimCoal“ pro simulaci dat založených na různých populačních scénářích, jako je konstantní malý (25 000 žen) či konstantní velký (300 000 žen) populační rozsah, při zvážení rozpínající se populace i populace zahrnující migraci a selekci. I přes široký záběr těchto scénářů nebyli schopni najít souvislost mezi pozorovanými archeologickými daty a simulacemi.
Bývalá studentka Stanfordovy univerzity Christiana Andersonová vyvinula tento software ve spolupráci s Elizabethou Hadlyovou, profesorkou biologie. Jedná se o výpočetně náročnou techniku, která zároveň vyžaduje data DNA získaná od mnoha jedinců. Použila tento postup vytvořený původně pro analyzování DNA nalezené v pozůstatcích malých savců pocházejících ze starověku. Nyní byla tato metoda použita vůbec poprvé pro analyzování DNA starověkých lidí. Etruskové jsou jedinými předklasickými obyvateli Evropy, kteří byli do dnešního dne v tomto rozsahu geneticky analyzováni.
V roce 2004 italští genetikové extrahovali mitochondriální DNA z kostních pozůstatků 27 lidí považovaných za Etrusky, nalezených v šesti různých nekropolích v Toskánsku. Předmětem výzkumu byly ženy, protože na rozdíl od mužského chromozomu Y je možné najít v každé buňce mnoho kopií mitochondriální DNA, a tudíž je snadnější ji extrahovat. Tato data dosud představují jednu z nejlepších kolekcí DNA starověkých lidí, která v současnosti existuje. Předmětem sběru dat bylo také 49 lidí obývajících region v dnešní době.

#### Zjištění
Přestože údaje získané z obou skupin vykazovaly několik podobností, nemohli je výzkumníci charakterizovat jako významné. Po provedení simulační studie se nepodařilo prokázat vztah mezi moderním obyvatelstvem a Etrusky coby jeho předky. Nebylo možné najít odpovídající vazby v modelu přímé linie příbuznosti. Důsledné testování potom v podstatě vyloučilo genetické pouto mezi Etrusky, starověkými obyvateli centrální Itálie, a současnou populací žijící v tomto regionu.

#### Hypotéza
Tato zjištění jsou významná, protože zpochybňují v současnosti běžnou domněnku, že obyvatelé určitého regionu jsou potomky jeho dřívější populace. Zároveň na základě těchto výsledků vyvstávají četné další otázky, jako Co se stalo s Etrusky? Je stimulujícím problémem pro archeology a sociální výzkumníky najít možnou příčinu geneticky prokázaného zeslábnutí etruské populace. Výsledky experimentu totiž naznačují, že se mohlo jednat o poměrně prudký skok.
Zjištěné nálezy naznačují, že nějaká významná událost náhle vymýtila Etrusky, případně úzkou elitní skupinu jejich populace, která měla jen málo společného s lidmi, kteří se později stali skutečnými předky moderních Toskánců.

### Genetický výzkum Etrusků na italských univerzitách[2]
Alberto Piazza a jeho kolegové z Turínské univerzity představili v roce 2007 výsledky svého zkoumání chromozomu Y mužů, kteří žili ve vybraných oblastech Toskánska mezi řekami Arno a Tiberou, zejména v Murlo, ve Volteře a v Casentinu. Rodiny mužů žily v regionu nejméně po tři generace a jejich příjmení měla etruský původ.
Tým porovnával pánské sekvence DNA se sekvencemi mužů žijících v severním Turecku, v severní Itálii, na řeckém ostrově Lémnos, na italských ostrovech Sicílie a Sardinie a na jižním Balkáně. Jejich analýza ukázala, že genetické sekvence zkoumaných toskánských mužů se významně liší od sekvencí u mužů v okolních italských regionech a naopak nejvíce souvisí se sekvencemi z Turecka. Jedna genetická varianta z Murlo byla přitom sdílena pouze tureckými sekvencemi.
Konvenční genetická analýza naznačuje, že poslední společní předci tureckých a etruských mužů žili před 3 500 lety. To by podle Piazzy mohlo vést k úvaze, že Lýdijci mohli být předky rovněž villanovské kultury z rané doby železné na italském území.
Genetik Guido Barbujani z univerzity ve Ferraře v severní Itálii provedl analýzu DNA z pohřbených jedinců a ve zprávě z roku 2004 konstatoval, že Etruskové skutečně přišli z Turecka. Tato studie bývá ovšem zpochybňována vzhledem k údajné kontaminaci vzorků.
Genetik Antonio Torroni z univerzity v Pavii zkoumal mitochondriální DNA a tedy genetickou ženskou linii. I jeho analýza zveřejněná roku 2007 ukázala na nejbližší spojení s tureckými vzorky.
Genetici Marco Pellecchio a Payolo Ajmone-Marsan z katolické univerzity v Piacenze studovali mitochondriální DNA u čtyř starověkých a neobvyklých plemen skotu v Toskánsku. Jejich závěry potvrzují příbuznost tohoto skotu se skotem z Blízkého východu, zatímco jiná italská plemena jsou více příbuzná skotu ze severní Evropy.
Zdá se tedy, že všechny tyto studie ukazují na shodu s Hérodotovým líčením, které zapsal v 5. století před naším letopočtem. Podle jeho slov se král v Lýdii (na jižním pobřeží v dnešním Turecku) uchýlil po 18 hladových letech k rozdělení obyvatelstva losem na dvě skupiny a vyslal jednu z nich pod vedením svého syna Tyrrhena na moře, aby si hledali obživu jinde.